# Notamacropus rufogriseus
Notamacropus rufogriseus (trước đây Macropus rufogriseus) là một loài động vật có vú và chuột túi wallaby trong họ Macropodidae, bộ Hai răng cửa. Loài này được Desmarest mô tả năm 1817.
Đây là loài phổ biến trong các khu vực ôn hoà hơn và màu mỡ của miền đông Úc, bao gồm Tasmania.
Trước năm 2019, rufogriseus được xếp vào chi Macropus, nhưng nay được tách riêng và xếp vào chi Notamacropus.
Kanguru chân to cổ đỏ chế độ ăn bao gồm các loại cỏ, rễ, lá cây, và cỏ dại. Loài này có ba phân loài.
- N. r. banksianus (Quoy & Gaimard, 1825) - wallaby cổ đỏ
- N. r. rufogriseus (Desmarest, 1817) - wallaby Bennett
- N.r. fruticus (Ogilby, 1838)

## Hình ảnh

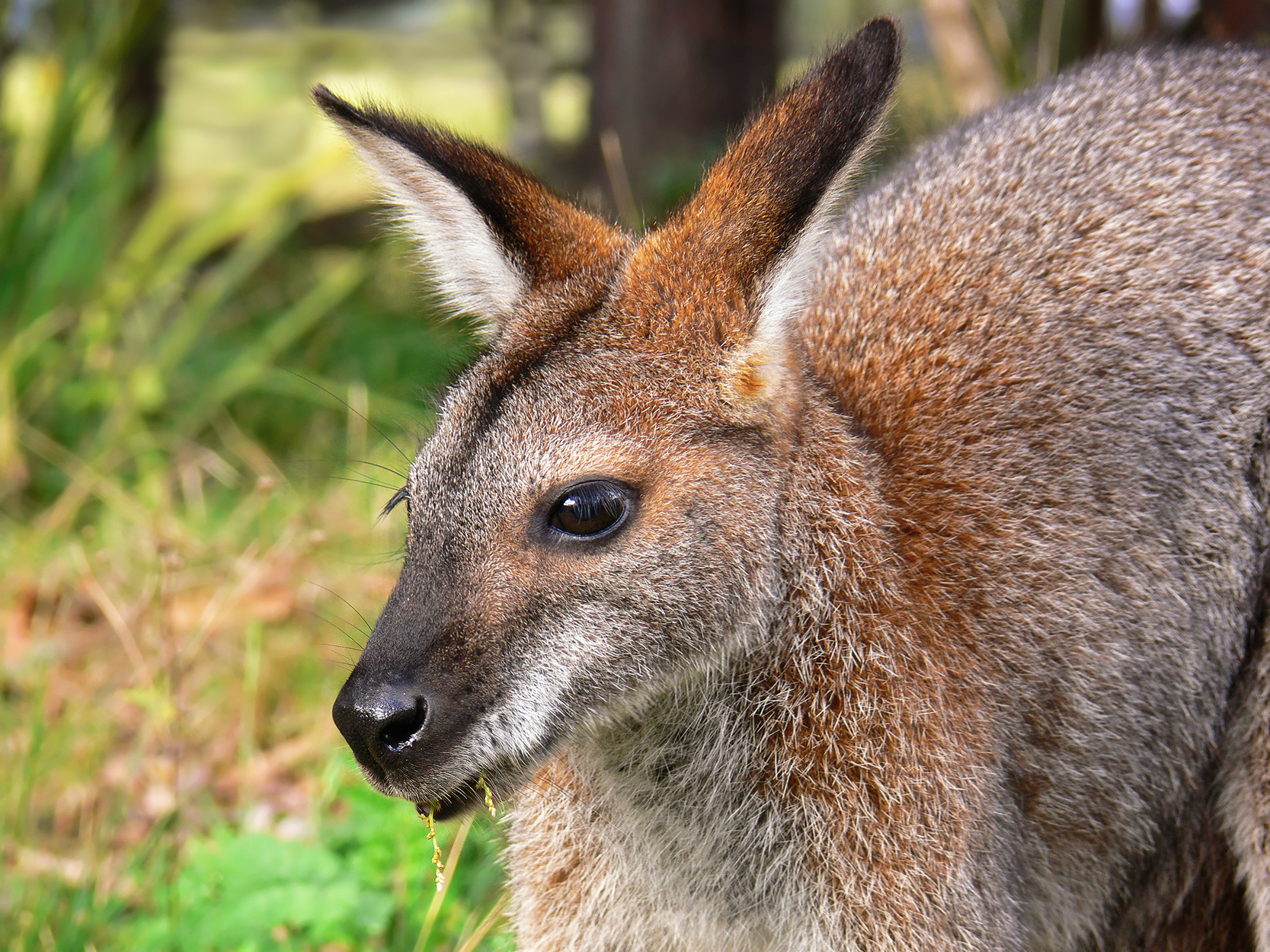
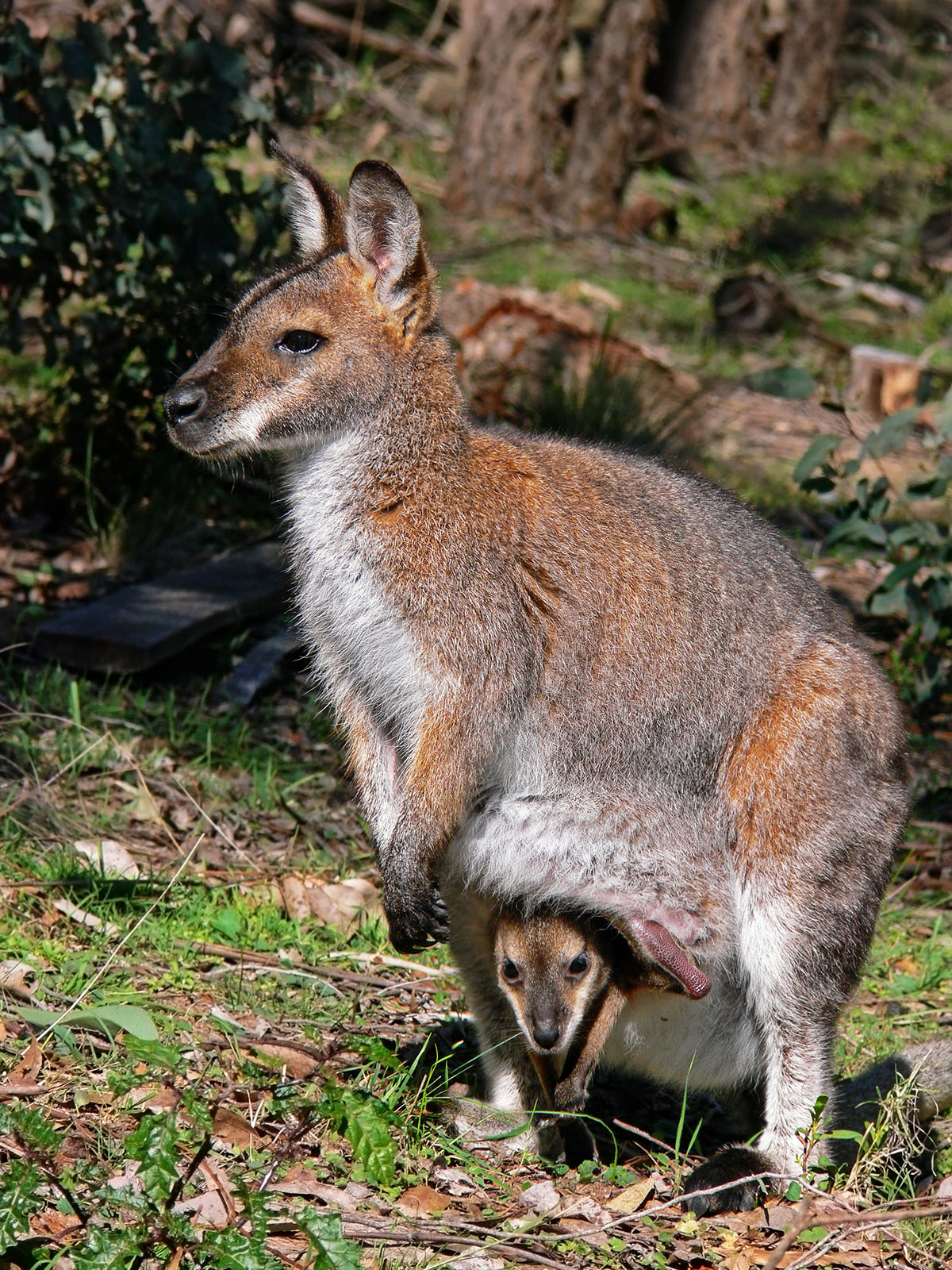
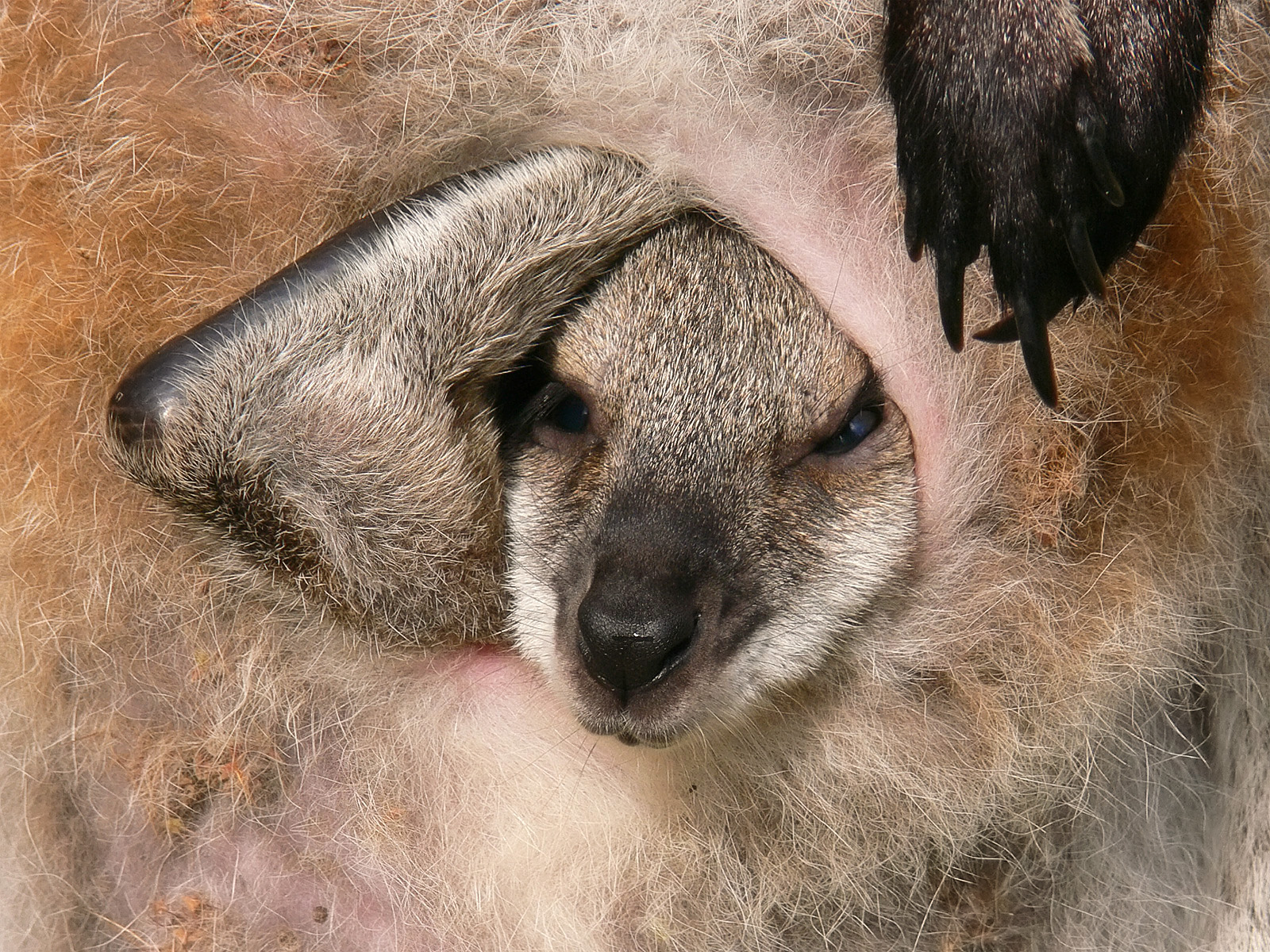
Con non ở trong túi bụng của mẹ
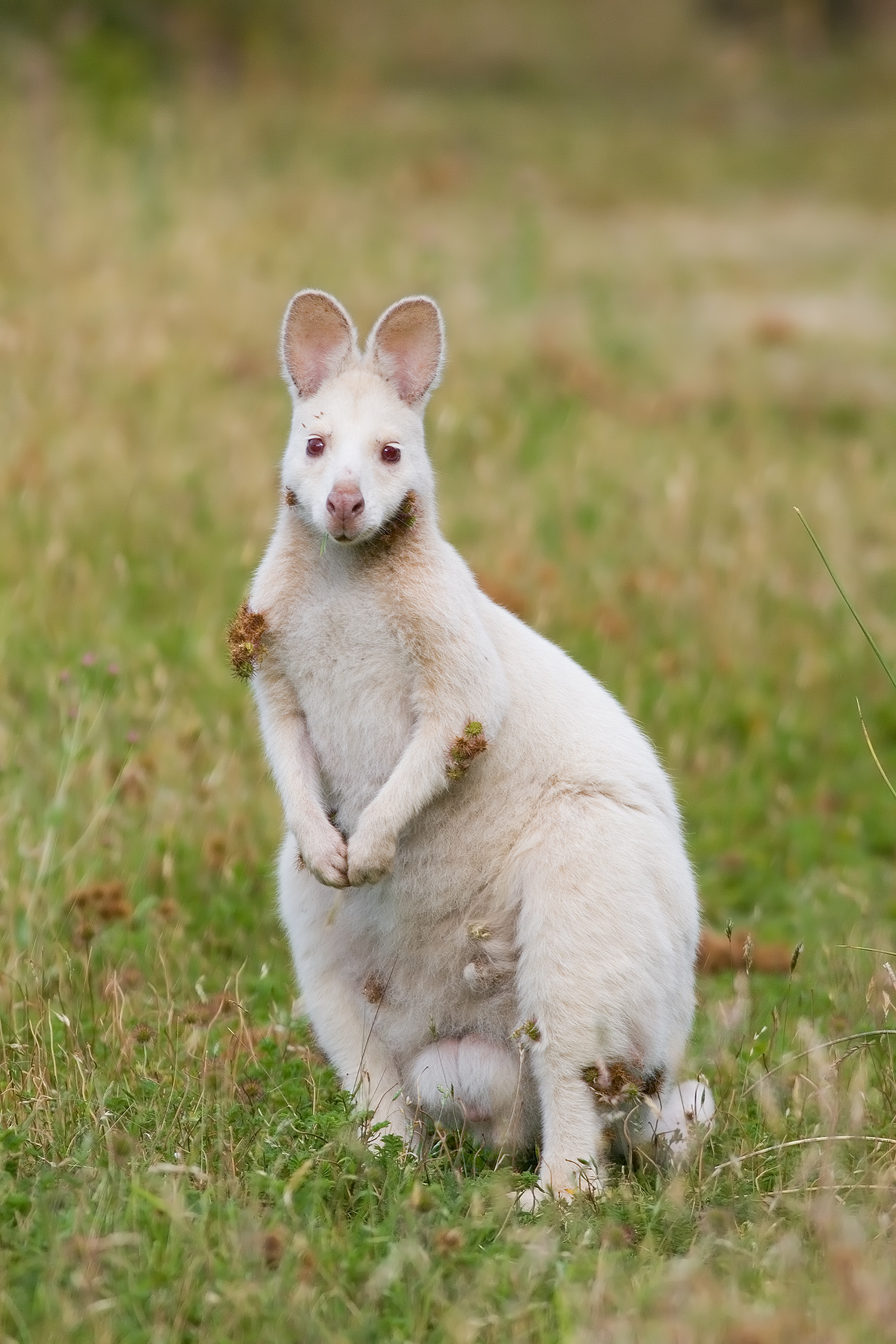
Một quần thể những wallaby bạch tạng (N. r. Rufogriseus) sống trên đảo Bruny, Tasmania.
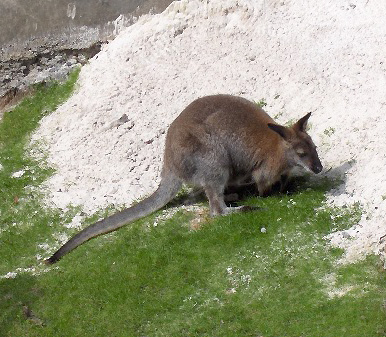
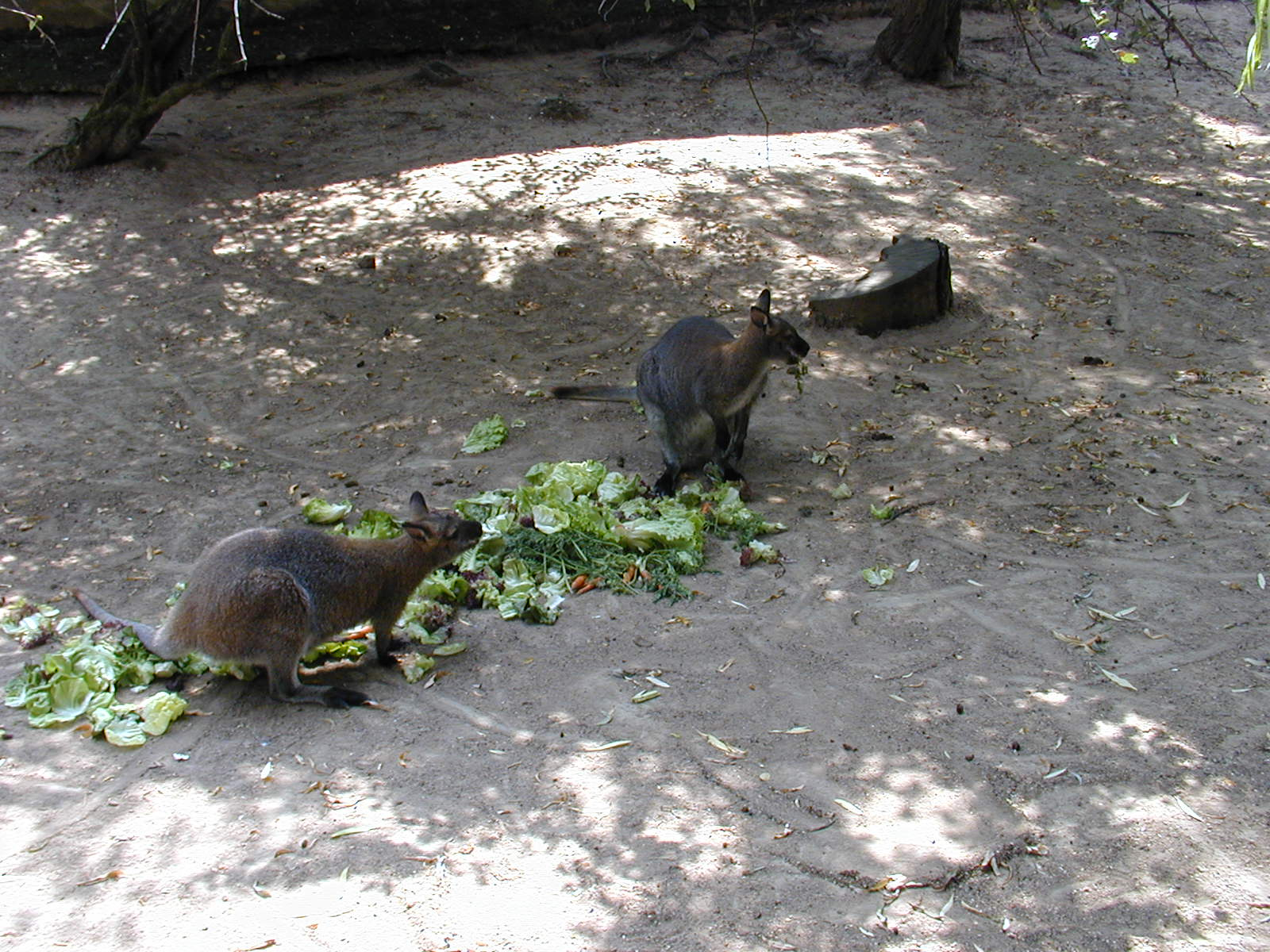
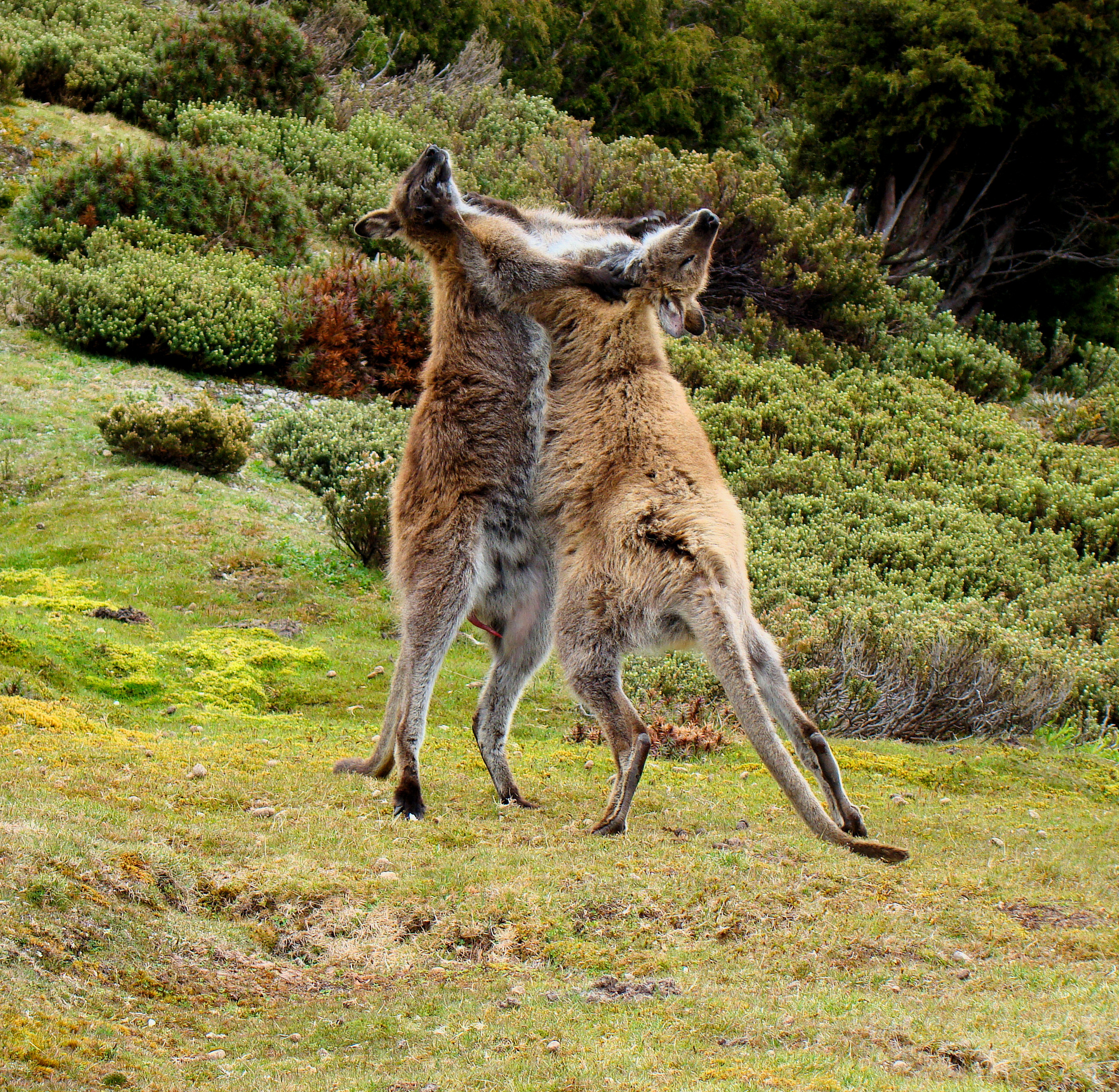
Hai con đực đánh nhau